# Chentet-heret
Chentet-heret ist die Bezeichnung eines altägyptischen Dekans, der drei Dekan-Sterne umfasste und zum altägyptischen Sternbild Schiff gehörte, welches in vielen Särgen auf den Diagonalsternuhren sowie beispielsweise auch im Grab des Senenmut abgebildet ist und etwa auf gleicher Höhe des altägyptischen Sternbildes Schaf lag.
Der auffälligste Stern ist hierbei der bläulich-weiße γ Lupi im Sternbild Wolf. 
In den Dekanlisten der Sethos-Schrift repräsentierte Chentet-heret am Leib der Nut den zehnten Dekan. Der heliakische Aufgang war für den 6. Schemu IV angesetzt und hatte als Datierungsgrundlage die verfügte Anordnung unter Sesostris III. (12. Dynastie) in dessen siebtem Regierungsjahr. 